# Komparatív Vandalizmus Skandináv Intézete
A Komparatív Vandalizmus Skandináv Intézete (dán: Skandinavisk institut for sammenlignende vandalisme) egy nonprofit szervezet Dániában. 1961-ben alapították Asger Jorn, Peter Glob és Werner Jacobsen dán művészek a Dán Nemzeti Múzeumtól és Holger Arbman a svéd Lundi Egyetemtől, miután Jorn egy vita után elhagyta a Situationist Internationalt. Az intézmény deklarált célja, hogy új fényben mutassa be a népvándorlás és viking kori skandináv művészetet. Jorn éveken át járta a skandináv országokat és Európa más országait Gérard Franceschi fotóssal, és ókori, román, skandináv és gót stílusú épületeket fotózott, hogy felderítse a skandináv és más európai motívumok közti kapcsolatokat. Több útjukon Jacqueline de Jong is részt vett.
1965-ben Silkeborg önkormányzata épületet adott a szervezetnek Jorn, Gerard Franceschi és Ulrik Ross több mint 20000 fényképe tárolására. Jorn az odensei Skandinavisk Forlag kiadóval együtt elkezdett egy könyvsorozaton dolgozni, az Az északi népművészet 10 000 éve-n (10 000 års nordisk folkekunst). Jorn még abban az évben feéhagyott a projekttel, mert a kiadó ragaszkodott ahhoz, hogy a projektet tudósok irányítsák és Jornnak csak egy szavazata legyen benne, Jorn azonban teljes irányítást akart a projekt felett. Az Intézet egyfajta képzeletbeli múzeum lett, a Silkeborg Kunstmuseum nyújt teret neki, amely Jorn műgyűjteményének és archívumának is. Jorn továbbra is publikált cikkeket és könyveket az északi művészetről mint a klasszikus-latin hagyománytól eltérő művészetről. Az intézet nevében megjelent egy Jorn négy könyvéből álló sorozat, képek nélkül.(Naturens Orden és Værdi og økonomi 1962-ben, Held og Hasard 1963-ban, Alfa og Omega posztumusz kiadásban, 1980-ban).